# Teona Rodgers
Teona Rodgers (ur. 26 czerwca 1989) – amerykańska lekkoatletka specjalizująca się w biegu na 100 metrów przez płotki.
W 2008 roku została mistrzynią świata juniorek. Medalistka juniorskich mistrzostw USA oraz mistrzostw NCAA.
Rekord życiowy: 13,25 (8 kwietnia 2011, Tallahassee) / 13,01w (21 marca 2009, Lake Buena Vista).

## Osiągnięcia
| Rok  | Impreza                     | Miejsce   | Pozycja    | Wynik |
| ---- | --------------------------- | --------- | ---------- | ----- |
| 2008 | Mistrzostwa świata juniorów | Bydgoszcz | 1. miejsce | 13,40 |